# 恋恋红尘
《恋恋红尘》是由钟澍佳执导，由古力娜扎、徐開騁领衔主演，付辛博特别主演，張赫、趙堯珂主演，陶紅、夏之光特别出演的都市言情剧。

## 演员列表

### 主演
| 演員     | 角色   | 介紹 |
| 古力娜扎 | 宋星辰 | 29歲，可甜可辣美少女，特立獨行的人生，冒險，從未停止！看似離經叛道的“30歲叛逆期”在蘇清澈的陪伴下雞飛狗跳的度過了，宋星辰不再為了活得瀟灑而 努力活得瀟灑，她學會遵從內心，做真實的自己。                           |
| 徐開騁   | 蘇清澈 | 29歲，帥氣忠犬直球男，英俊瀟灑，肉體美好，身手矯健，氣質禁慾，荷爾蒙與安全感並駕齊驅的人類高質量男性 雖不多但張口就一針見血，強勢霸道卻不失溫柔的冰山型腹黑帥哥。工作時是行走的製服誘惑?生 活上是強勢溫柔小狼狗。 |

### 其他演员
| 演員        | 角色     | 介紹 |
| 付辛博      | 唐睿澤   | 優質前男友。溫文儒雅，細心真誠，星辰大學時期的男朋友。                                                                               |
| 張赫        | 陸群     | 非典型救人精英。面上是帶領救援隊的副隊長，但私下愛好除了撩妹就是嗑瓜子嘮八卦，是八卦消息網的中堅力量。雖然平日吊兒郎，但業務能力一流 |
| 趙堯珂      | 韓瀟璃   | 集狗血韓劇大成者，表面和善背地戲精，素面朝天的天然系，粗框眼鏡下的圓臉甜妹。                                                         |
| 夏之光      | 謙誠     | 臉蛋天才。宋星辰的小侄子，年紀相仿，輩分卻差了十萬八千里，對外只肯承認星辰是“好朋友”，絕不承認 自己“侄子”的身份。                    |
| 陳楨怡      | 高清音   | 坦蕩的茶藝大師。作為嬌俏可愛的小麻豆，立志要在蘇清澈面前把存在感刷滿點。聽聞蘇清澈戀愛的消息，高清音警鈴大作，火速回歸準備宣示主權。 |
| 陶紅        | 胡曉芳   | 宋星辰的母親。 |
| 馬躍 (演员) | 宋建國   | 宋星辰的父親。 |
| 白志迪      | 蘇老爺子 | 退役老兵，蘇清澈的爺爺。 |
| 王可如      | 丁瑋靈   | 極夜救援隊成員。 |
| 樊驛寧      | 林木     | 極夜救援隊搜救組組長。 |
| 金澤灝      | 梁斌     | 某公司老總。 |
| 白柳汐      | 宛如     | 某品牌主理人。 |
| 冼靖峰      | 周堯     | 極夜救援隊成員。 |
| 王沐暄      | 小秦     | 極夜救援隊成員。 |
| 李釗        | 劉欣宇   | 極夜救援隊成員。 |
| 蒲雨童      | 孫藝竹   | 極夜救援隊成員。 |
| 蒯家樂      | 謝源     | 極夜救援隊成員。 |
| 尚斯琪      | 夢楠     | 高清音的助理。 |
| 唐佳慧      | 周依然   | 極夜救援隊成員。 |
| 王沐暄      | 小秦     | |